# Халіме-султан
Халіме-султан (тур. Halime Sultan; прибл. 1571 — після 10 вересня 1623) — наложниця османського султана Мехмеда III, мати османського султана Мустафи I та шехзаде Махмуда. Під час двох правлінь сина носила титул валіде-султан.

## Життєпис
Халіме була абхазького походження. Точна дата та обставини потрапляння дівчини до гарему майбутнього султана Мехмеда III не відомі. Халіме стала улюбленицею Мехмеда, який на той час був  санджак-беєм Маніси, та орієнтовно у 1587 році  народила свою першу дитину — сина Махмуда. Ще до сходження Мехмеда на османський  трон Халіме народила ще одного сина, Мустафу, і, ймовірно, доньку, ім'я якої невідомо. Донька Халіме пізніше стала дружиною великого візира Давута-паші, який став відомим завдяки вбивству султана Османа II у 1622 році.
У 1595 році Мехмед став султаном; Халіме опинилась в палаці Топкапи, де усім керувала валіде Сафіє Султан. Саме Сафіє зіграла велику роль у страті старшого сина Халіме, шехзаде Махмуда, у 1603 році: валіде перехопила звістку, яку відправив Халіме-султан релігійний провидець, що передрік смерть Мехмеда ІІІ протягом шести місяців, а його спадкоємцем стане старший син. Згідно записів англійського посла, Махмуд був засмучений тим, «що його батько знаходиться під владою старої султанші, його бабусі, і держава руйнується, оскільки вона ніщо так не поважає, як власне бажання отримувати гроші, про що часто бідкається його мати [Халіме Султан]», яку недолюблювала "королева-матір». Султан став підозрювати сина у змові та ревнувати до популярності, тому наказав задушити Махмуда.
У 1603 році помер султан Мехмед III. Доля його єдиного сина була незавидною: існував звичай страчувати усіх братів новоспеченого султана відразу після сходження на престол заради підтримки миру в імперії (т. з. закон Фатіха). Так, за наказом Мехмеда III у 1595 році були страчені дев’ятнадцять його братів - синів султана Мурада III. Але після смерті Мехмеда III трон зайняв його тринадцятирічний син Ахмед, який вирішив зберегти життя брату. Таке рішення, ймовірно, було прийняте під тиском обставин: Мустафа був єдиним спадкоємцем брата, оскільки не мав синів. Крім того, Мустафа залишився живим і після народження у султана кількох синів; на думку істориків, Ахмед І вважав, що брат не може загрожувати його правлінню через психічне захворювання. Ще однією з причин відступу Ахмеда від правил став вплив його улюбленої наложниці Кесем, яка не бажала після смерті султана бачити на троні шехзаде Османа — старшого сина Ахмеда I від наложниці Махфіруз. Кесем вважала, що коли Осман займе трон, він, скоріше за все, стратить своїх єдинокровних братів — синів Ахмеда и Кесем. Такий сценарій був частково реалізований у 1621 році, коли після народження сина Омера Осман II стратив свого брата Мехмеда.
До смерті Ахмеда I у 1617 році Мустафа був заточений у палаці в т. з. Кафесі (клітці) — невеликому павильйоні (кьошке) на території султанського палацу, у якому шехзаде перебував в ізоляції від зовнішнього світу під постійним наглядом сторожі. Халіме відіслали у Старий палац, де їй була призначена пенсія як вдові султана.

## Валіде

### Перше правління
У листопаді 1617 року помирає Ахмед I. Смерть Ахмеда I призвела до дилеми, яка ніколи раніше не виникала в Османській імперії: кілька шехзаде, які жили в Топкапи, отримали право на трон. Двір розділився. Одна з фракцій на чолі з шейх-уль-ісламом Ходжасадеттинзаде Мехметом Есатом-ефенді та Софу Мехмедом-пашею, якій заміщав великого візира  на час відсутності того у Стамбулі, хотіли бачити на троні дорослого і разом із тим психічно хворого сина Халіме, ніж його молодого здорового племінника Османа. Софу Мехмед стверджував, що начебто Осман був занадто молодим, щоб правити, не викликаючи негативної реакції серед населення. Глава чорних євнухів Мустафа-ага заперечував, посилаючись на психічне здоров'я шехзаде, але його заперечення не були прийняті до уваги і трон зайняв Мустафа.
Халіме була викликана із Старого палацу і проголошена валіде-султан. Невдовзі стало зрозуміло, що Мустафа не може самостійно правити і Халіме взяла управління імперією у свої руки. Вона отримала значну більшу владу, ніж її попередниці; під час свого правління опиралася на великого візира Дамата Халіла пашу. Крім цього, Халіме вдалось укласти альянс із зброєносцем султана Мустафою-агою, який був головним офіцером у палаці який отримав пост губернатора Єгипту за умови, що він одружиться з нянькою султана; протягом кількох наступних місяців пашу повернули до столиці як великого візира.
Те, як ішли справи у державі, багатьох не влаштовувало, і у 1618 році одна з придворних фракцій скинула Мустафу і посадила на трон його племінника Османа II. Мустафа знову опинився у Кафесі, а Халіме - у Старому палаці. Як колишня валіде вона отримала більшу пенсію, ніж як проста вдова султана, але меншу, ніж її свекруха Сафіє Султан.

### Друге правління
18 травня 1622 року під час чергового  яничарського заколоту був скинутий Осман II. Заколотники звільнили Мустафу I і визнали його своїм повелителем. Ходили чутки, що незадовго до перевороту Халіме зустрічалась із деякими яничарами і великим візиром Кара Давудом-пашою, щоб домовитися про відновлення її сина на османському престолі. Ні придворна фракція, яка виступала за Мустафу, ні його мати не почували себе у безпеці, поки був живий Осман. Їх занепокоєння було цілком обґрунтоване,тому деякі заколотники хотіли мати султана у запасі, сподіваючись використати його у своїх цілях у майбутньому. 20 травня Османа II, якого помістили у фортецю Едікуле,  жорстоко побив та задушив Кара Давуд; одне вухо і ніс убитого Османа принесли Халіме Султан.
У країні під впливом конфліктів між  яничарами і сипахами, заколоту скинутого  бейлербея Ерзурума Абази Ахмеда-паші, що бажав помститися за вбивство Османа II, виникла політична нестабільність. Халіме принесла в жертву Кара Давуда, щоб припинити конфлікт, але Абаза Мехмед не зупинявся і у травні 1623 року на чолі сорокатисячної армії взяв в облогу Анкару. При владі змінилось ще чотири візирі, перш ніж на цей пост був призначений Кеманкеш Кара Алі паша. Духовники Кара Алі умовили Халіме Султан погодитись на повалення її сина. Халіме дала згоду за умови, що її сину збережуть життя. 10 вересня 1623 року на османському троні опинився одинадцятирічний  Мурад IV, син Ахмеда I та Кесем. Мустафу знову відправили до Кафесу, де він жив до самої смерті. Халіме втретє відправилася до Старого палацу, де невдовзі померла. Мустафа помер у 1639 році і ніхто не міг вирішити, де його ховати. Тіло колишнього султана пролежало сімнадцять годин, після чого без ніяких почестей його поховали у колишньому баптистерії Ая-Софії.

## У культурі
- У турецькому серіалі "Величне століття. Нова володарка" роль Халіме Султан виконала Асліхан Гюрбюз.